# Tổng công ty đường sắt cao tốc đô thị Seoul
Đừng nhầm lẫn với SMRT Corporation ở Singapore.
Tổng công ty đường sắt cao tốc đô thị Seoul (SMRT) được thành lập vào 1994 để điều hành Tàu điện ngầm Seoul tuyến 5, 6, 7, 8 ở Seoul, Hàn Quốc.
Công ty hoạt động trên tổng 201 tàu điện ngầm tại 148 nhà ga trên tuyến 5-8. Khoảng thời gian vận hành từ 2.5–6 phút trong giờ cao điểm và 5–10 phút trong không phải giờ cao điểm. Các hành khách hằng ngày trên tàu điện ngầm tuyến 5-8 là 2.037.000.

## Tuyến
| Tên tuyến Tiếng Anh | Tên tuyến Hangul | Ga bắt đầu | Ga cuối               | Tổng độ dài bằng km |  |
|                     |                  |            |                       |                     |  |
| Tuyến Seoul 5       | 5호선            | Banghwa    | Sangil-dong / Macheon | 52.3 km             |  |
| Tuyến Seoul 6       | 6호선            | Eungam     | Bonghwasan            | 35.1 km             |  |
| Tuyến Seoul 7       | 7호선            | Jangam     | Văn phòng Bupyeong-gu | 57.1 km             |  |
| Tuyến Seoul 8       | 8호선            | Amsa       | Moran                 | 17.7 km             |  |
|                     |                  |            |                       |                     |  |

## Quản lý
Vào tháng 1 năm 2013, Tổng công ty vận chuyển xuất bản sách hướng dẫn miễn phí gồm ba ngôn ngữ: Tiếng Anh, Tiếng Nhật và Tiếng Trung (giản thể và phồn thể), trong đó có tám tour du lịch cũng như đề xuất cho thuê phòng, nhà hàng và trung tâm mua sắm. Chúng được phân phối từ trung tâm thông tin trên 44 ga tàu điện ngầm, tên là Ga Itaewon trên tuyến 6 và Ga Gwanghwamun trên tuyến 5. Tám tour du lịch được thiết kế với các chủ đề khác nhau, ví dụ: Văn hóa truyền thống Hàn Quốc. Đi từ Ga Jongno 3-ga đến Ga Anguk và Ga Gyeongbokgung trên tuyến 3 ở đó trưng bày cửa hàng đồ cổ và phòng trưng bày nghệ thuật của Insa-dong.

## Ga
Ga nằm trên tuyến 5-7 được thiết kế để phù hợp với 8 toa trên mỗi đường ray, tuy nhiên ga tàu điện ngầm hoạt động trên Tuyến 8 được thiết kế phù hợp với 6 toa trên mỗi đường ray. Tất cả ga đều có 2 đường ray. Mỗi đường ray trên mỗi ga được quản lý bởi Tổng công ty xây dựng đường sắt Seoul được trang bị PSD, hoặc cửa bằng kính giúp ngăn chặn tình trạng tự tử, và loại bỏ bụi được sinh ra trong khi chạy trong đường hầm. Mỗi sân ga đều trang bị một số lượng lớn màn hình truyền hình LCD song song với lối vào sân ga để hiển thị thông tin về vị trí tàu, thời sự trực tiếp, và video hướng dẫn trong trường hợp khẩn cấp. Ngoài ra còn có 2 tấm nền lớn, được bao phủ bằng 2 màn hình truyền hình LCD lớn trên mỗi bên của tấm nền (có tổng cộng 4 màn hình trên mỗi tấm nền, và có 2 màn hình phẳng cho mỗi sân ga.) Có một màn hình ở mỗi bên tấm nền để hiển thị thời gian hiện tại, thời gian đến của hai tàu tiếp theo, cửa vận chuyển, (nếu tại ga vận chuyển) và vị trí ga. Màn hình thứ hai hiển thị quảng cáo, thời tiết, và thời sự. Tấm nền thông thường không có màn hình truyền hình gắn liền với chúng  để chỉ dẫn cho lối thoát, xung quanh khu vực và vị trí thoát và nơi tàu sẽ đưa họ đến.

## Liên kết
- Trang chủ SMRT chính thức Lưu trữ ngày 16 tháng 2 năm 2012 tại Wayback Machine
- SMRT Blog chính thức
- Trang web Seoul - Vận chuyển Lưu trữ ngày 3 tháng 7 năm 2007 tại Wayback Machine
- Hệ thống tàu điện ngầm Seoul - Du lịch thành phố Seoul chính thức Lưu trữ ngày 3 tháng 5 năm 2014 tại Wayback Machine